# Zororo Makamba
Zororo Makamba (* 17. Januar 1990 in Harare; † 23. März 2020 ebenda) war ein simbabwischer Journalist und Fernsehmoderator.

## Leben
Makamba wurde als Sohn des ebenfalls in den simbabwischen Medien präsenten Unternehmers James Makamba geboren. Er absolvierte 2012 an der Michigan State University ein Bachelor-Studium, gefolgt von einem Master-Studium an der New York Film Academy.
Makamba war zunächst Radiomoderator. 2015 startete er seine Sendung Tonight with Zororo. Darüber hinaus saß er in der Jury der simbabwischen Sendung My Own Boss. Zuletzt moderierte er die in seinem Heimatland beliebte Sendung State of the Nation.
Am 9. März 2020 war Makamba von einer Reise nach New York City zurückgekehrt und hatte am 12. März grippeähnliche Symptome entwickelt. Er litt zu diesem Zeitpunkt bereits unter der Vorerkrankung Myasthenia gravis und erst 2019 war bei ihm ein Tumor entfernt worden. Am 21. März 2020 wurde bei ihm schließlich die durch SARS-CoV-2 verursachte Viruserkrankung COVID-19 diagnostiziert. Zwei Tage später starb er in einem Krankenhaus in Harare. Damit war er die erste Person, die in Simbabwe der COVID-19-Pandemie zum Opfer fiel.
Zororo Makambas Tod löste eine Debatte aus, da er trotz seines prominenten Status keine angemessene Behandlung erhalten konnte.